# Katherine MacGregor
Katherine MacGregor vagy Scottie MacGregor (született Dorlle Deane McGregor) (Glendale, Kalifornia, 1925. január 12. – Woodland Hills, Kalifornia, 2018. november 13.) amerikai színésznő.

## Filmjei
- Love of Life (1951, tv-sorozat, egy epizódban)
- A rakparton (On the Waterfront) (1954)
- Play of the Week (1959, tv-sorozat, egy epizódban)
- East Side/West Side (1963, tv-sorozat, egy epizódban)
- The Student Nurses (1970)
- The Traveling Executioner (1970)
- Mannix (1970–1971, tv-sorozat, két epizódban)
- The Young Lawyers (1971, tv-sorozat, egy epizódban)
- The Death of Me Yet (1971, tv-sorozat, egy epizódban)
- Emergency! (1972, tv-sorozat, egy epizódban)
- Ironside (1972–1974, tv-sorozat, három epizódban)
- The Girls of Huntington House (1973, tv-film)
- All in the Family (1973, tv-sorozat, egy epizódban)
- Tell Me Where It Hurts (1974, tv-film)
- A farm, ahol élünk (Little House on the Prairie) (1974–1983, tv-sorozat, 153 epizódban)
- The Lottery (2014, rövidfilm)